# Rubus viscosus
Rubus viscosus är en rosväxtart som beskrevs av Carl Ernst August Weihe, Alexandre Louis Alexander Ludwig Simon Lejeune och Court.. Rubus viscosus ingår i släktet rubusar, och familjen rosväxter. Inga underarter finns listade i Catalogue of Life.